# Jean Renggli

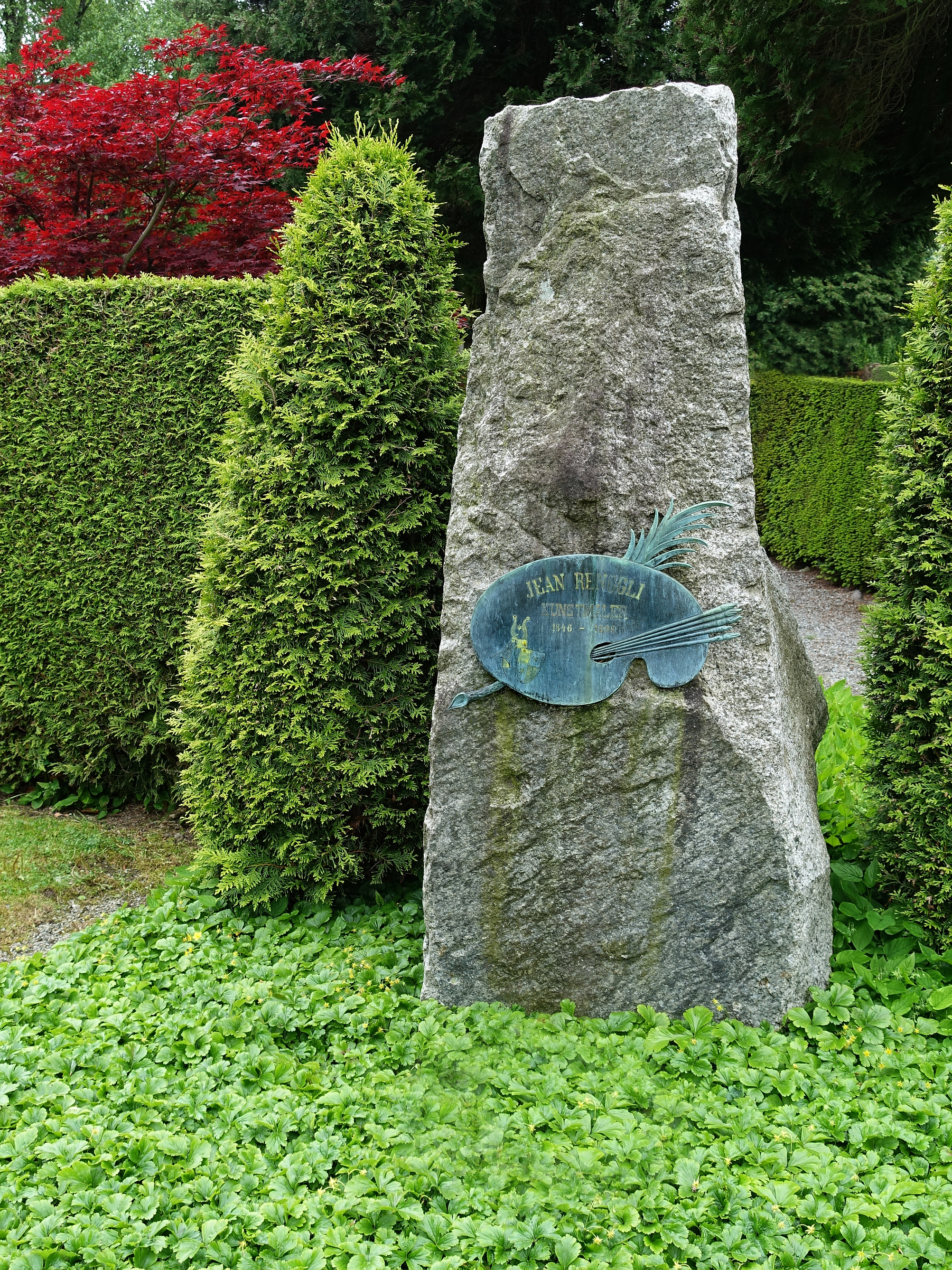
Grab, Friedhof Friedental

Jean Renggli der Ältere (auch genannt Johann Renggli der Ältere; * 17. Juli 1846 in Werthenstein; † 10. August 1898 in Luzern) war ein Schweizer Maler.

## Biographie

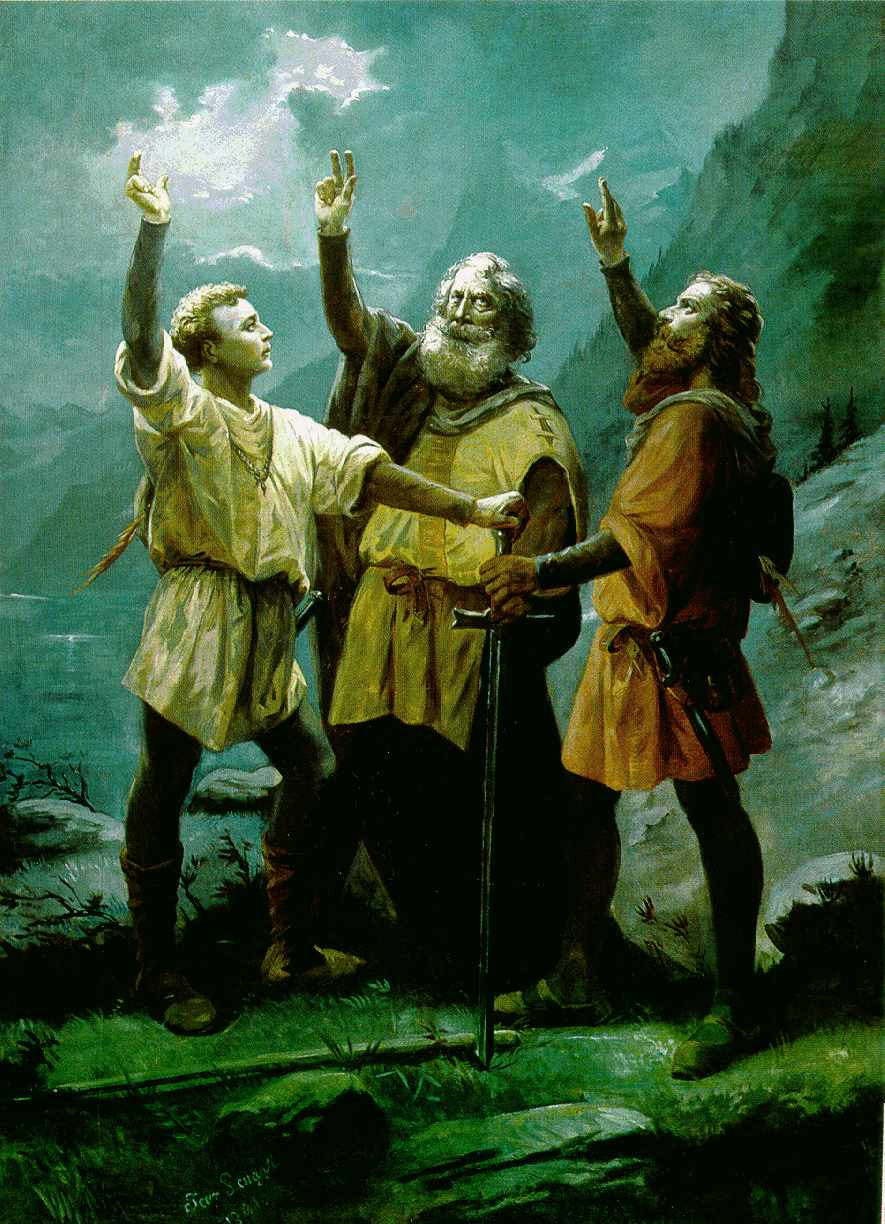
Der Rütlischwur, gemalt 1891

Jean Renggli der Ältere war der Sohn von Johann Georg Renggli und Maria Anna Bütler aus der Künstlerfamilie Bütler. Nachdem Renggli die Schule beendet hatte, begann er in Neuenburg eine Lehre in einem Architekturbüro. Schliesslich entschloss er sich, Künstler zu werden, und besuchte in Paris die École des Beaux-Arts. Nach der Ausbildung reiste er nach London und Rom, wo er dann, unter anderem aus finanziellen Gründen, der Schweizergarde beitrat. Trotzdem beendete er sein Studium an der Accademia di San Luca mit einem Abgangszeugnis der Meisterklasse.
1871 kehrte Jean Renggli nach Luzern zurück, wo er an renommierter Stelle, vis-à-vis dem Hotel National, ein Geschäft und Studio als Maler, Fotograf und Kunsthändler eröffnete. 1872 heiratete er Rosa Josefina Pfluger und wurde Vater von zwei Söhnen und vier Töchtern. Sein jüngster Sohn war Eduard Renggli. Nebst seiner Arbeit im Studio und im Atelier unterrichtete er ab 1875 an der Knabenschule in Luzern. Dort lernte er auch den späteren Begründer der Luzernischen Glasmalerei, Eduard Renggli, kennen (mit dem er nicht verwandt war). Diesen förderte er über mehrere Jahre. Seine letzte Ruhestätte fand er auf dem Friedhof Friedental.

## Werk
- Der Rütlischwur, Öl auf Leinwand, 1891